# Dawid Abramowicz
Dawid Abramowicz (Brzeg Dolny, 1991. május 16. –) lengyel labdarúgó, a Radomiak hátvédje.

## Pályafutása
Abramowicz a lengyelországi Brzeg Dolny városában született. Az ifjúsági pályafutását a helyi Brzeg Dolny akadémiájánál kezdte.
2008-ban mutatkozott be a Brzeg Dolny felnőtt csapatában. 2010-ben átigazolt a Śląsk Wrocławhoz. 2012-ben a Olimpia Grudziądz, majd 2013-ban a Chojniczanka Chojnice csapatát erősítette kölcsönben. 2013 júliusában a Wisła Płock szerződtette. 2014 és 2019 között több klubnál is megfordult, játszott például a Skra Częstochowa, az Odra Opole, a Nieciecza, a Puszcza Niepołomice, a Katowice és a Tychy csapataiban is.
2019-ben a másodosztályú Radomiakhoz igazolt. Először a 2019. július 27-ei, Tychy ellen 2–1-re megnyert mérkőzésen lépett pályára. Első gólját 2019. augusztus 31-én, a Sandecja Nowy Sącz ellen 1–0-ra megnyert találkozón szerezte meg. 2020 augusztusa és 2021 januárja között a Wisła Kraków csapatánál szerepelt.
2021. január 29-én hároméves szerződést kötött a Radomiak együttesével. A 2020–21-es szezonban feljutott a csapattal az első osztályba. Az Ekstraklasában 2021. július 23-án, a Lech Poznań ellen 0–0-ás döntetlennel zárult bajnokin debütált. 2021. november 6-án, a Górnik Zabrze ellen 1–0-ra megnyert mérkőzésen Abramowicz szerezte a győztes gólt.

## Statisztikák
2023. március 11. szerint
| Klub         | Szezon   | Osztály     | Bajnokság | Bajnokság | Kupa és Ligakupa | Kupa és Ligakupa | Nemzetközi | Nemzetközi | Összesen | Összesen |
| Klub         | Szezon   | Osztály     | Meccs     | Gól       | Meccs            | Gól              | Meccs      | Gól        | Meccs    | Gól      |
| ------------ | -------- | ----------- | --------- | --------- | ---------------- | ---------------- | ---------- | ---------- | -------- | -------- |
| Radomiak     | 2019–20  | I Liga      | 35        | 3         | 1                | 0                | —          | —          | 36       | 3        |
| Wisła Kraków | 2021–22  | Ekstraklasa | 12        | 0         | 0                | 0                | —          | —          | 12       | 0        |
| Radomiak     | 2020–21  | I Liga      | 17        | 1         | 1                | 0                | —          | —          | 18       | 1        |
| Radomiak     | 2021–22  | Ekstraklasa | 34        | 4         | 0                | 0                | —          | —          | 34       | 4        |
| Radomiak     | 2022–23  | Ekstraklasa | 22        | 3         | 2                | 0                | —          | —          | 24       | 3        |
| Radomiak     | Összesen | Összesen    | 73        | 8         | 3                | 0                | 0          | 0          | 76       | 8        |
| Összesen     | Összesen | Összesen    | 120       | 11        | 4                | 0                | 0          | 0          | 124      | 11       |

## Sikerei, díjai
Śląsk Wrocław
- Ekstraklasa
  - Ezüstérmes (1): 2010–11

Radomiak
- I Liga
  - Feljutó (1): 2020–21